# Tortezais
Tortezais – miejscowość i gmina we Francji, w regionie Owernia-Rodan-Alpy, w departamencie Allier.

## Demografia
Według danych na rok 1990 gminę zamieszkiwało 149 osób, a gęstość zaludnienia wynosiła 6 osób/km². W styczniu 2015 r. Tortezais zamieszkiwało 186 osób, przy gęstości zaludnienia wynoszącej 7,5 osób/km².